# Ernst Schmid (Politiker, 1899)
Ernst Schmid (* 1. Juni 1899 in Mühleberg; † 8. Januar 1991 in Dieterswil, heute zur Gemeinde Rapperswil BE gehörend), reformiert, heimatberechtigt in Mühleberg, war ein Schweizer Politiker (BGB).

## Leben

### Familie und Beruf
Der gebürtige Mühleberger Ernst Schmid, Sohn des Landwirts Emil Schmid und der Emma geborene Freiburghaus, arbeitete in seiner Heimatgemeinde auf dem Bauernhof seiner Eltern an der heutigen Brandstrasse 14, 3203 Mühleberg. Von 1949 bis 1966 war er Präsident der Aufsichtskommission der Landwirtschaftlichen Schule Rütti.
Ernst Schmid, der 1937 Hanni, die Tochter des Alexander Räz, heiratete verstarb 1991 fünf Monate vor Vollendung seines 92. Lebensjahres in Dieterswil. Der Bauernhof war von seinem Sohn übernommen worden.

### Funktionen im Genossenschaftswesen
Ernst Schmid avancierte vom Basismitglied der lokalen landwirtschaftlichen Genossenschaft zum Präsidenten des Verbands landwirtschaftlicher Genossenschaften von Bern und benachbarter Kantone (VLGB; 1952–1968) und zum Präsidenten des Berner Bauernverbands (1955–1963).

### Politische Laufbahn
Der der Bauern-, Gewerbe- und Bürgerpartei (BGB) beigetretene Ernst Schmid nahm von 1934 bis 1938 Einsitz im Berner Grossrat. 1941 wählte ihn das Volk in den Nationalrat, dem er bis 1950 angehörte. In der Begnadigungskommission oblag ihm die Funktion, Gesuche von Personen zu beurteilen, die wegen Landesverrats zum Tode verurteilt worden waren. Beim einzigen von der Bundesversammlung angenommenen Begnadigungsgesuch sprach sich Schmid für die Vollstreckung der Strafe aus. Die Vereinigte Bundesversammlung tagte am 22. März 1945 in geheimer Sitzung. Nationalrat Schmid-Dieterswil beantragte im Namen der Begnadigungskommission das Gesuch abzulehnen. Die Kommission hatte ihren Antrag mit acht gegen vier Stimmen und einer Enthaltung beschlossen.